# Бальшин, Михаил Юльевич
Михаил Юльевич Бальшин (1903—1980) — советский учёный в области порошковой металлургии и металлургии волокна, зав. лабораторией Института металлургии АН СССР, автор уравнения, названного его именем. В некоторых источниках ошибочно указан с отчеством «Юрьевич».
Сын Юлия Яковлевича Бальшина (1871—1938) — экономиста Госплана СССР, соседа В. В. Маяковского по его квартире в доме № 3 в Лубянском проезде.
В 1927 году поступил на химико-фармацевтический факультет 2-го МГУ, в 1930 г. после его ликвидации перевёлся в Единый Московский химико-технологический институт (ЕМХТИ), который окончил в 1931 году по специальности «Редкие элементы». Работал в Москве на заводе «Редкие элементы».
С 1934 по 1941 г. и с 1945 по 1947 г. в ЦНИИТМАШ, в лаборатории порошковых материалов, созданной Т. М. Алексенко—Сербиным. Выполнил научно—исследовательские работы по порошковой металлургии железа, меди, олова, разработал методы получения чистых металлических порошков.
С 1947 г. зав. лабораторией Института металлургии АН СССР.
Кандидат технических наук.
Обосновал концепцию стадийности процесса уплотнения порошков в замкнутых объемах.
Автор уравнения М. Ю. Бальшина (1948). Предложил формулы для вычисления удельного давления прессования («формула Бальшина»).
Автор статьи «Порошковая металлургия» в БСЭ.
Сочинения:
- Металлокерамика [Текст] : (Порошковая металлургия). — Москва ; Ленинград : ГОНТИ. Ред. лит-ры по черной и цветной металлургии, 1938 (Л. : Типография им. Евг. Соколовой). — 192 с. : ил.; 23 см.
- Порошковое металловедение [Текст] / М. Ю. Бальшин. — Москва : изд-во и тип. Металлургиздата, 1948. — 332 с. : ил.; 23 см.
- Porkohászat [Текст] / M. Ju. Balsin ; Fordította Znakovszky Zoltán. — Budapest : Nehézipari könyv- és folyóiratkiadó vállalat, 1951. — 315 с. : ил.; 21 см.
- Pulvermetallurgie [Текст] / M. Ju. Balschin ; Übers. von Dr. Diehahn Walther ; Fachlich bearb. von Dr.-Ing. Willy Schreiter. — Halle (Saale) : Knapp, 1954. — VIII, 285 с. : ил.; 21 см.
- Научные основы порошковой металлургии и металлургии волокна [Текст]. — Москва : Металлургия, 1972. — 335 с. : ил.; 21 см.
- Основы порошковой металлургии [Текст]. — Москва : Металлургия, 1978. — 184 с.; 21 см.
- Порошковая металлургия [Текст] / М. Ю. Бальшин. — Москва : изд-во и 1-я тип. Машгиза, 1948 (Ленинград). — 286 с. : ил.; 23 см.
- Воизитовые (железографитовые) подшипники [Текст] : Изготовление, свойства и применение / М. Ю. Бальшин, Н. Г. Короленко. — Москва: Редбюро Тяжмаш, 1940. — 98 с., 3 вкл. л. ил. : ил., черт., граф.; 14 см.